# EMR迷彩
EMR（俄語：Единая маскировочная расцветка (ЕМР)，羅馬化：Edinaya maskirovochnaya rascvetka (EMR)，意為：通用迷彩配色）是俄羅斯聯邦武裝部隊所使用的一種數位迷彩，它有時會被非官方地稱為“RUSPAT”或“數位Flora”。該迷彩於2008年面世，目的是要取代俄軍軍服上所使用的Flora迷彩。

## 歷史
EMR迷彩誕生於2008年，次年開始供應部隊使用。最初俄軍採用Flora迷彩是為了應對美軍採用的林地迷彩，而為了跟上他們後來採用數位迷彩的腳步，俄軍開始追求一種新的數位迷彩。
EMR的設計明顯受到了德國Flecktarn迷彩的影響。
EMR是由俄羅斯國防部的第15中央研究所設計，它有多種不同顏色的版本，以適應不同環境的戰場。它目前是勇士單兵作戰系統的主要迷彩。
EMR目前是俄羅斯軍隊主要的制式迷彩，白羅斯軍隊也同樣以它作為制式迷彩，但後者採用的版本在顏色上與俄版EMR有些許不同。

## 使用者
- 白俄羅斯
  - 白羅斯武裝部隊（英语：Military of Belarus）
- 布吉納法索
- 俄羅斯
  - 俄羅斯聯邦武裝部隊
- 叙利亚
- - 塔吉克斯坦武裝部隊（英语：Military of Tajikistan）
- 乌克兰—2022年烏俄戰爭期間繳獲大量俄軍EMR迷彩服及單兵裝具，目前被用於假想敵訓練。

## 圖片

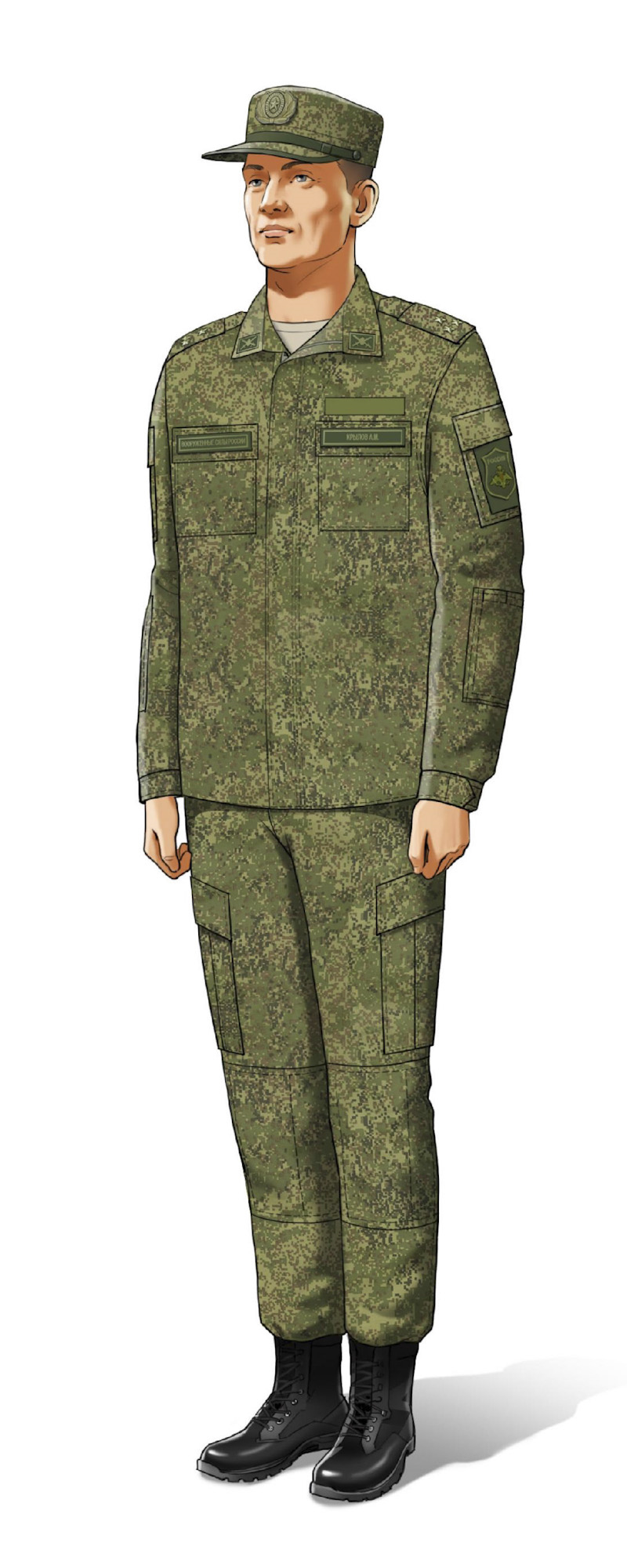
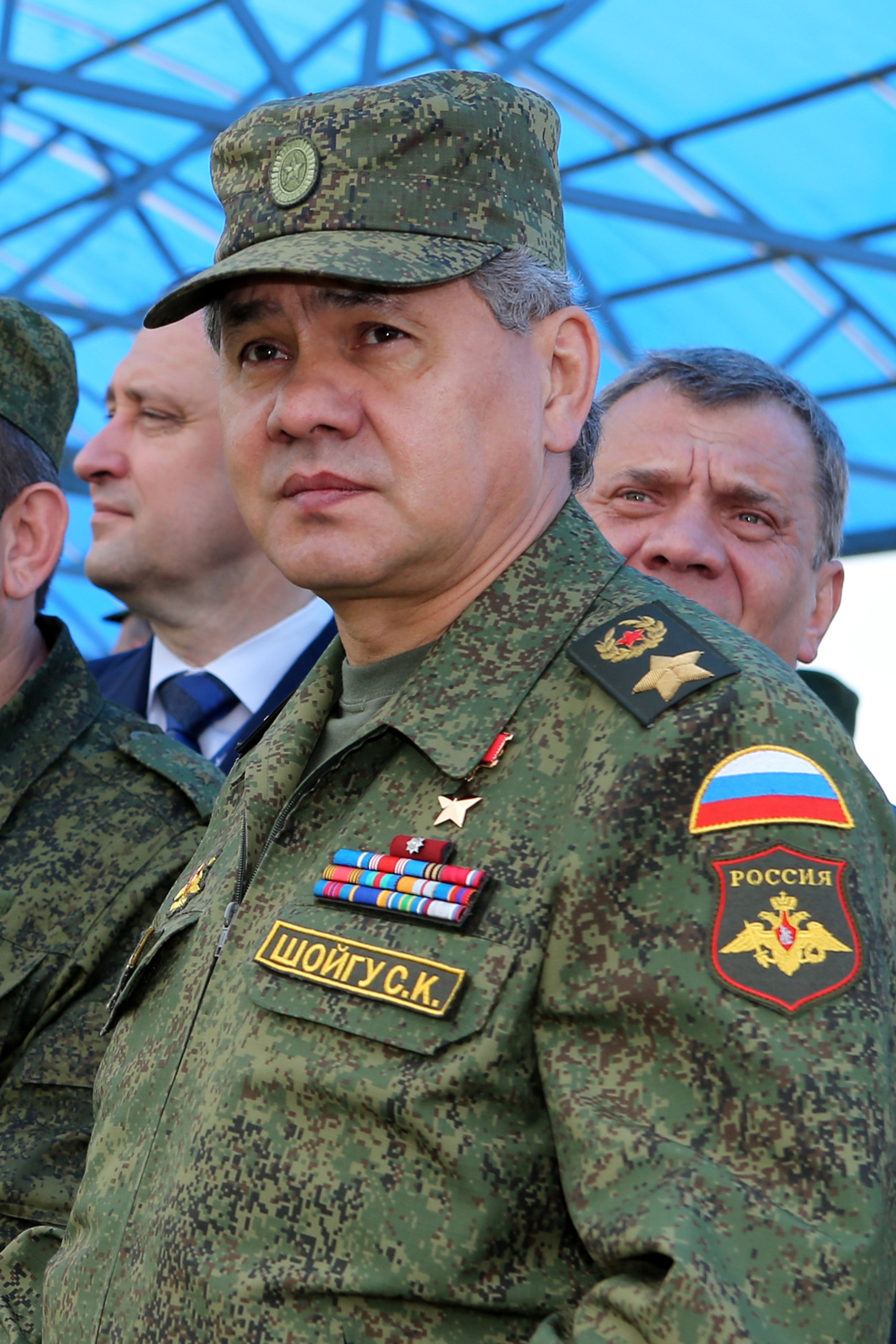
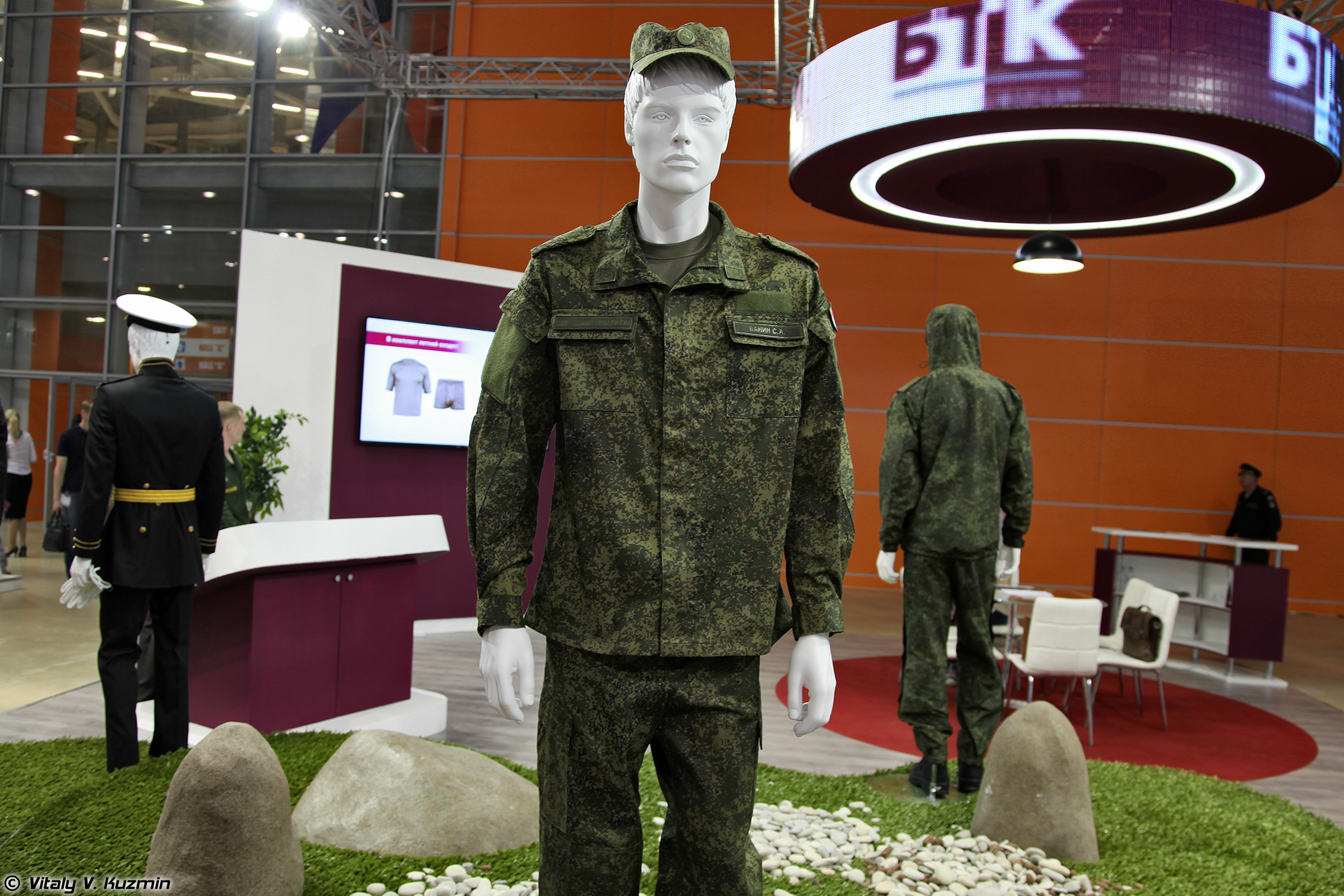
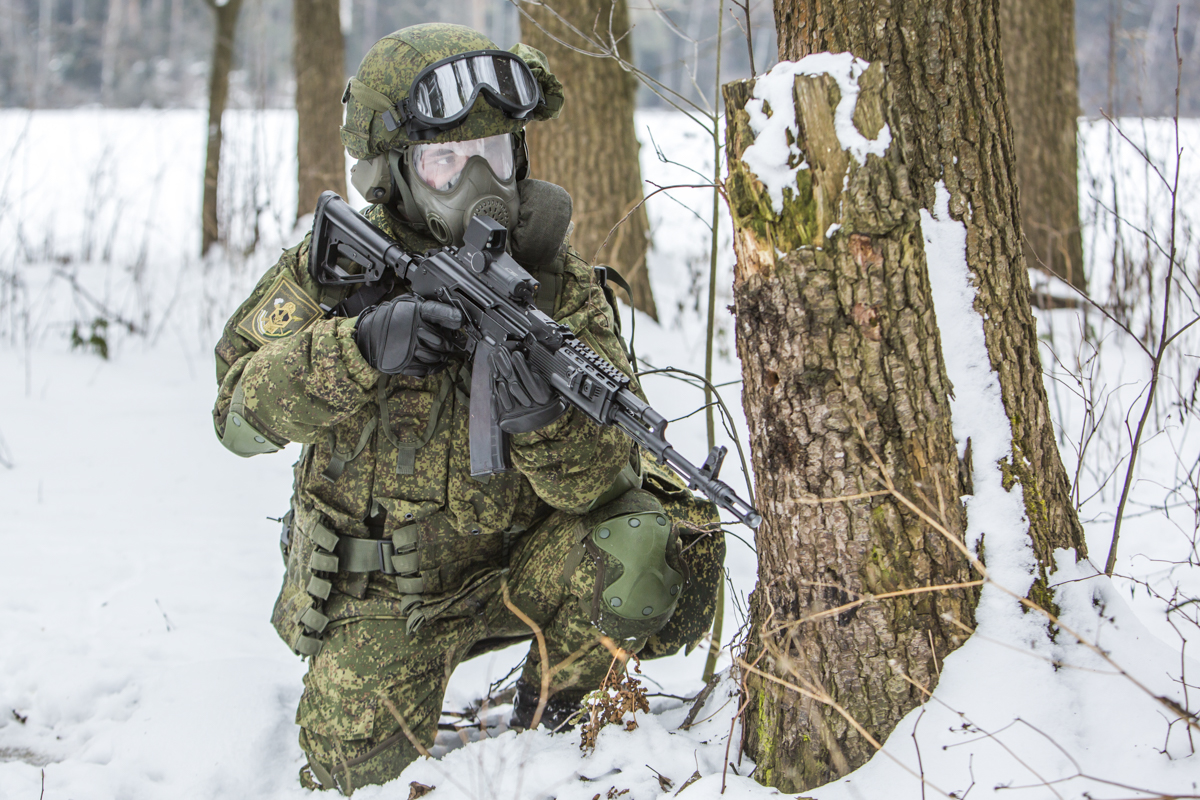
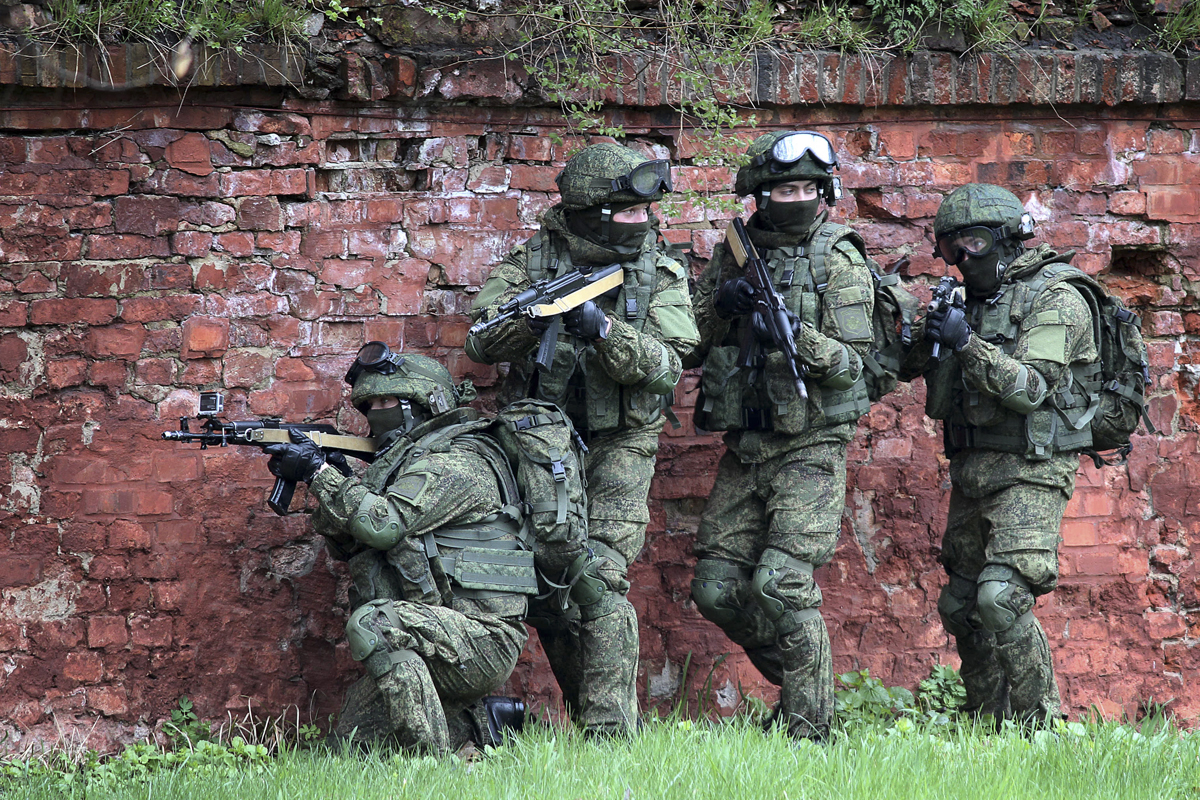
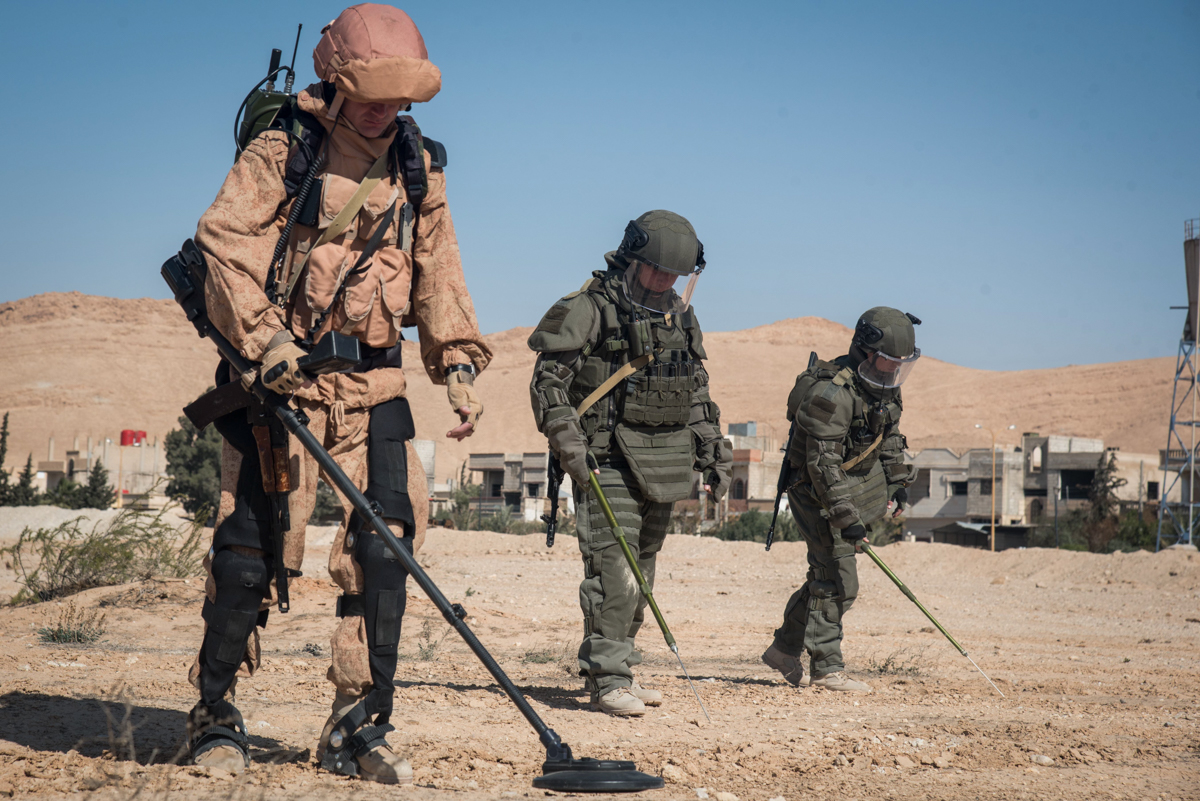
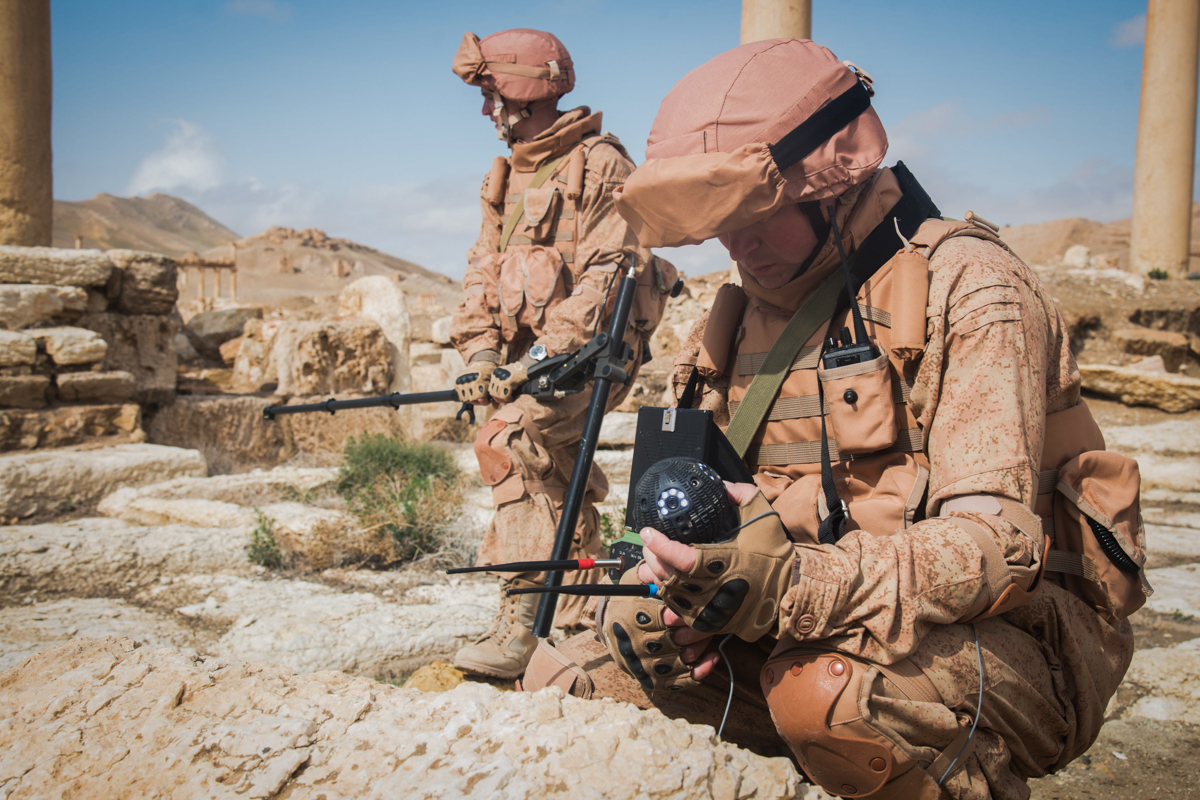
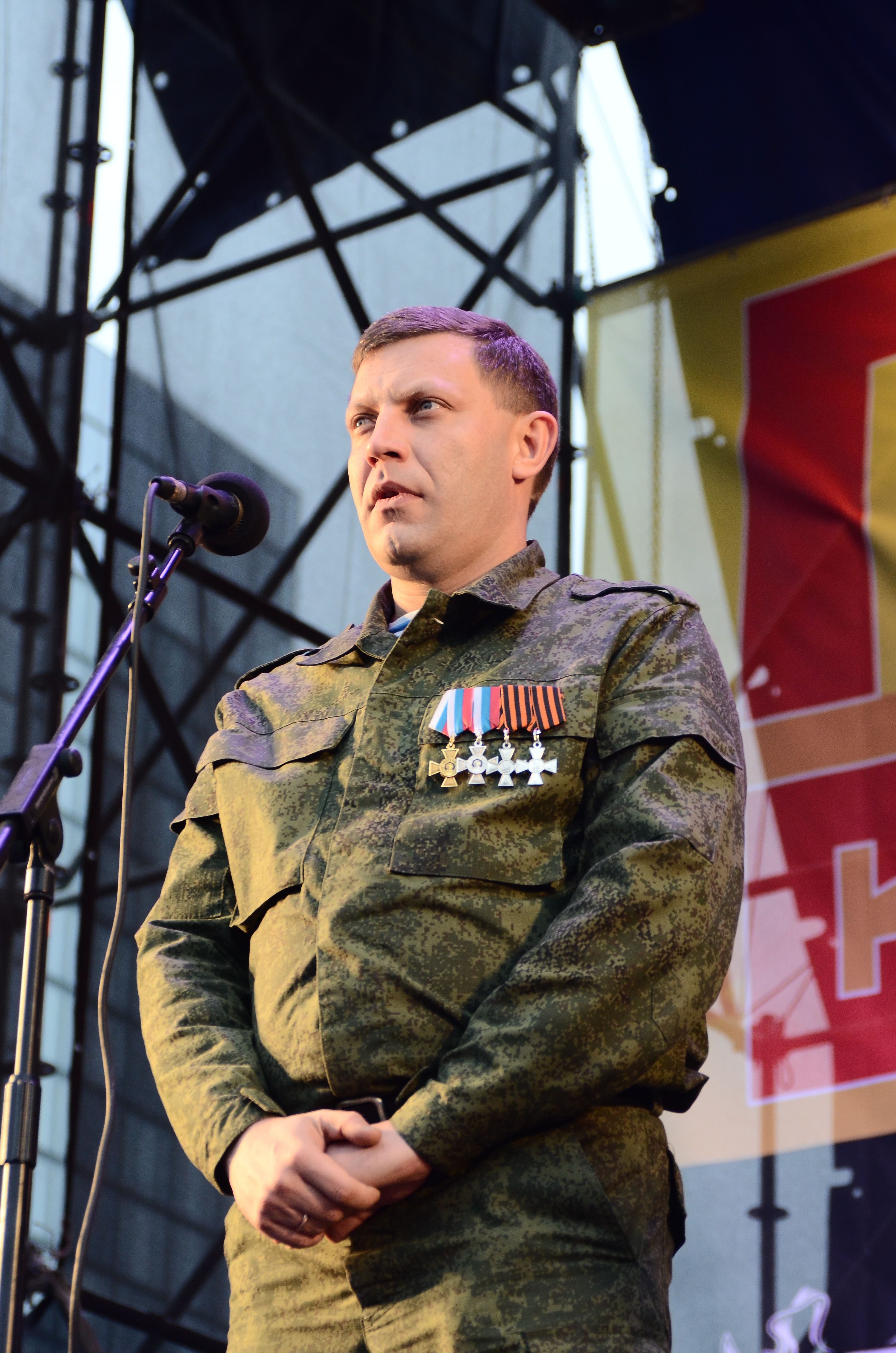

### 有限承認政權
- 阿布哈茲
- 顿涅茨克人民共和国
- 卢甘斯克人民共和国
- 南奥塞梯
- 德涅斯特河沿岸